# ジョン・ブラワー・ミノック
ジョン・ブラワー・ミノック （Jon Brower Minnoch、1941年9月29日 – 1983年9月10日）は、男性で世界一体重の重い人間。その体重は約635kg 。

## 人物
ワシントン州ベインブリッジ・アイランド出身。幼いころから肥満に悩まされており 、12歳の時点での体重は132kgで、22歳の時の彼の身長は185cmで、体重は178kgだった。1978年3月、37歳の時にフランシス・ジョン・ラングの538kgをこえピークの635kgに達した（このときBMI185.54、体脂肪率約80%）。それからは、一日のカロリーを1200kcalに制限するというダイエットを16ヶ月間行ってから退院した。この時の体重は216kgで、419kgも体重を落としたことになる。
しかし、彼は1981年に再入院し、体重が432kgに増えた。それから、彼の浮腫が不治のものであることが分かり、23ヶ月後の1983年9月10日に41歳で亡くなった（このときの体重は362kgでBMI105.77）。